# Broncos de Reynosa
Les Broncos de Reynosa étaient un club mexicain de baseball de la Ligue mexicaine de baseball située à Reynosa. Les Broncos qui comptent un titre de champions, évoluent à domicile à l'Estadio Adolfo López Mateos, enceinte de 10 000 places. Les Broncos sont de retour en LMB en 2009, après une absence de six ans.

## Histoire
Fondé en 1963, le club des Broncos de Reynosa évolue en LMB de 1963 à 1972, de 1980 à 1982, de 1995 à 2003 puis à partir de 2009.

## Palmarès
- Champion de la Ligue mexicaine de baseball (1) : 1969.
- Vice-champion de la Ligue mexicaine de baseball (2) : 1967, 1981.